# Stancionno-Ojašinskij
Stancionno-Ojašinskij (in russo Станционно-Ояшинский?; chiamato anche Ojaš) è un insediamento di tipo urbano dell'oblast' di Novosibirsk, nella parte sud della Siberia Occidentale, in Russia. È situato nel distretto Moškovskij.
Si trova 81 km a nord-est di Novosibirsk e 24 km a nord-est di Moškovo.